# Konstantínos Bahatóris
Konstantínos Bahatóris (grec moderne : Κωνσταντίνος Μπαχατόρης) est un réalisateur, acteur et producteur de cinéma grec. Il est l'auteur et le producteur du premier long métrage grec intitulé Golfo en 1914.

## Biographie
Kostas Bahatoris était un homme d'affaires de Smyrne, ville où il découvrit le cinéma, principalement italien.
En 1914, avec le réalisateur italien Filippo Martelli, il produisit et réalisa le premier long-métrage grec Golfo. Adaptation à l'écran de la pièce de théâtre à succès Golfo (1877) de Spýros Peressiádis qui raconte les amours d'un berger partagé entre la fille d'un notable et une pauvre bergère, Golfo fut aussi le premier d'une longue série de « films en fustanelle », films historiques tirant leur nom de l'habit traditionnel et « folklorique » du XIXe siècle grec. Le film, considéré comme perdu depuis 1931, coûta 100 000 drachmes. Il fut un échec commercial. Bahatoris quitta le cinéma et partit s'installer à Paris en 1916.